# كريستيل دوناي

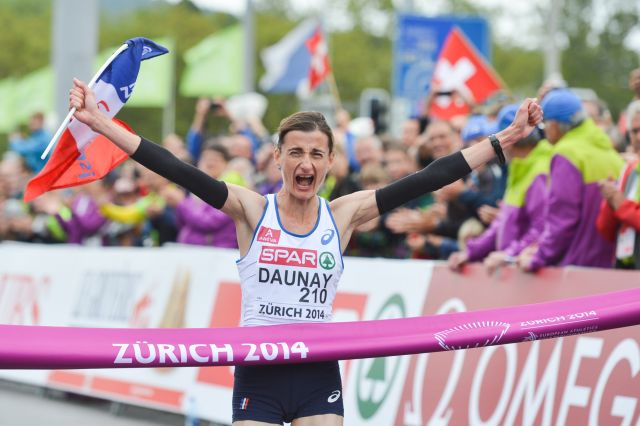
كريستيل دوناي

كريستيل دوناي (بالفرنسية: Christelle Daunay) (من مواليد 5 ديسمبر 1974 من لو مان، سارت) عداءة فرنسية للمسافات الطويلة متخصصة في سباق الطرقات. وهي حاملة الرقم القياسي الفرنسي الحالي في سباقات الماراثون. مثلت فرنسا في دورة الألعاب الاولمبية الصيفية لعام 2008، وتنافست عدة مرات في ألعاب القوى العالمية في بطولة نصف الماراثون.

## روابط خارجية
- كريستيل دوناي على موقع الاتحاد الدولي لألعاب القوى (الإنجليزية)
- كريستيل دوناي على موقع الاتحاد الفرنسي لألعاب القوى (الفرنسية)
- كريستيل دوناي على موقع اللجنة الأولمبية الدولية (الإنجليزية)
- كريستيل دوناي على موقع أوليمبيديا (الإنجليزية)
- كريستيل دوناي على موقع اللجنة الأولمبية الفرنسية (مؤرشف) (الفرنسية)